# Mosteiro de Estúdio
O Mosteiro de São João, Precursor em Estúdio (Hagios Ioannes Prodromos en tois Stoudiou), geralmente abreviado como Estúdio (Stoudios/Stoudion; em latim: Studium), foi o mais importante mosteiro cristão de Constantinopla, a capital do Império Bizantino. Os residentes deste mosteiro são geralmente chamados de Estuditas (Stoudites). Mesmo estando em ruínas por quase meio milênio, as leis e costumes de Estúdio foram tomadas como modelo pelos monges de Monte Atos e por muitos outros mosteiros no mundo ortodoxo e, ainda hoje, eles são influentes.
As ruínas do mosteiro estão situadas não muito distante do Propôntida, numa seção da cidade chamada Psamácia (atual distrito de Fatih, em Istambul). O mosteiro foi fundado em 462 pelo cônsul Estúdio, um patrício romano que havia se estabelecido em Constantinopla, e foi consagrado a São João Batista. Seus primeiros monges vieram do Mosteiro de Acoemetas.
Atualmente as ruínas são conhecidas localmente como Mesquita İmrahor (em turco: İmrahor Camii).

## História
Os estuditas deram a primeira prova de sua devoção à fé ortodoxa durante o cisma acaciano, provocado pelo patriarca de Constantinopla Acácio (484–519). Eles também permaneceram fiéis durante o atribulado período do iconoclasma, nos séculos VIII e IX. Os monges chegaram a ser expulsos do mosteiro e da cidade pelo imperador bizantino Constantino V Coprônimo (r. 741–775), mas logo voltaram.

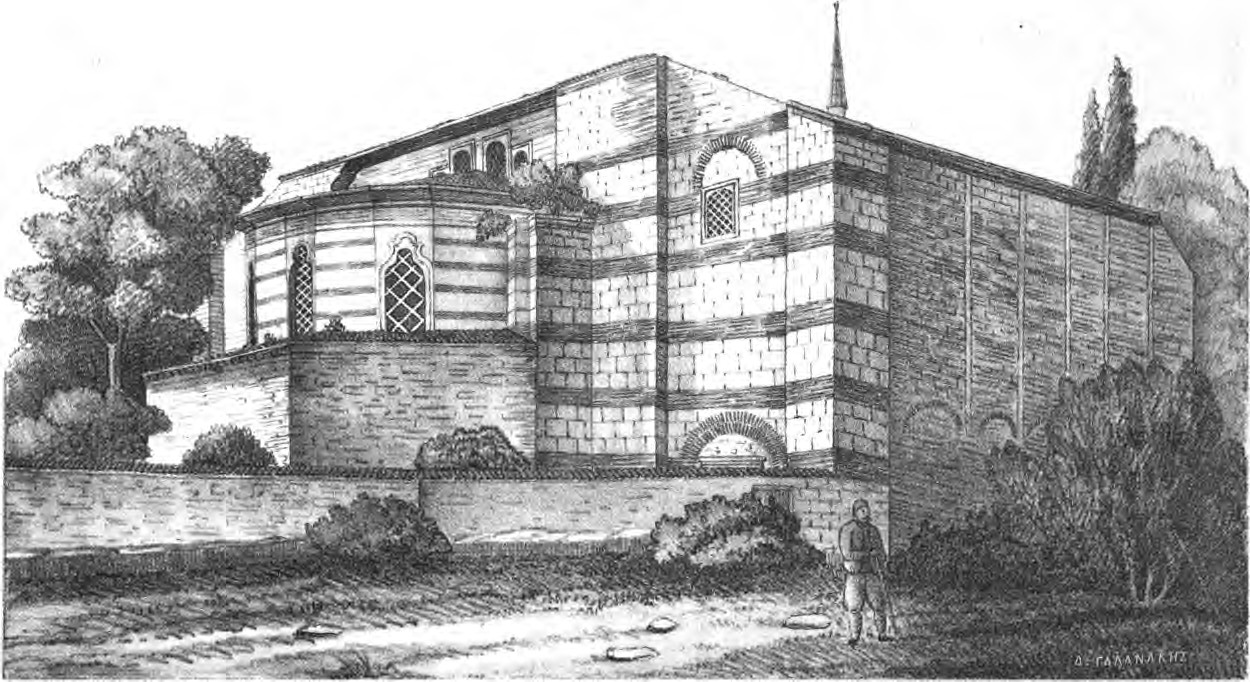
Gravura do Mosteiro de Estúdio, circa 1877, antes dos danos provocados pelo sismo de 1894 e do incêndio de 1920

Hegúmeno ("abade") Sabas defendeu com firmeza a doutrina ortodoxa contra os iconoclastas no Sétimo Concílio Ecumênico realizado em Niceia em 787 Seu sucessor, Teodoro, o Estudita, a quem o mosteiro deve muito de sua fama, patrocinou o estudo acadêmico e espiritual no mosteiro. Também durante sua administração os monges foram provocados e expulsos diversas vezes e, algumas vezes, condenados à morte.
O pupilo de Teodoro, Naucrácio (Naukratios), restabeleceu a disciplina após o final do iconoclasma. Hegúmeno Nicolau (848-845 e 855-858) se recusou a reconhecer o patriarca Fócio e, por isso, foi confinado em seu próprio mosteiro. Ele foi sucedido por cinco outros abades que reconheceram o patriarca e foi nesta época que o ápice do mosteiro chegou ao fim.
Em 1204, o mosteiro foi destruído pela Quarta Cruzada e não foi totalmente restaurado até pelo menos 1290. Os peregrinos russos Antônio (ca. 1200) e Estêvão (ca. 1350) ficaram maravilhados com o tamanho do lugar. Acredita-se que o claustro chegou a abrigar até 700 monges por vez. 
Grande parte do mosteiro foi novamente destruída pelos turcos otomanos na Queda de Constantinopla em 1453.

## Atividades artísticas
Na metade do século XI, durante a administração do hegúmeno Simeão, um monge chamado Nicetas Estetato, um discípulo de Simão, o Novo Teólogo, criticou alguns costumes da Igreja Latina em dois livros que ele escreveu sobre o uso de pão ázimo, o descanso aos domingos e o casamento clerical. Em 1054, ele abjurou suas convicções na presença do imperador, do patriarca e de legados papais, além de atirar seu próprio livro no fogo. Não existem evidências convincentes de que ele tenha retomado a sua disputa posteriormente.
Em relação à vida intelectual no mosteiro, ele é especialmente celebrado por sua famosa escola de caligrafia, que fora fundada por Teodoro. A arte da iluminura também era muito pratica, com muitas obras brilhantes tendo saído do scriptorium do mosteiro e agora preservadas em Veneza, no Vaticano e em Moscou (como o Saltério de Chludov).
Nos séculos VIII e XI, o mosteiro foi o centro da poesia religiosa bizantina, com diversos hinos ainda em uso pela Igreja Ortodoxa. Além de Teodoro e de Nicetas, diversos outros teólogos estuditas são conhecidos. Três monges ascenderam ao trono patriarcal de Constantinopla — Antônio III Estudita (r. 974–979), Sérgio II Estudita (r. 1001–1019) e Aléxio I Estudita (r. 1025–1043) — e três outros foram imperadores — Miguel V, o Calafate (r. 1041–1042), Isaac I Comneno (r. 1057–1059) e Miguel VII Ducas (r. 1071–1078).

## Condições atuais

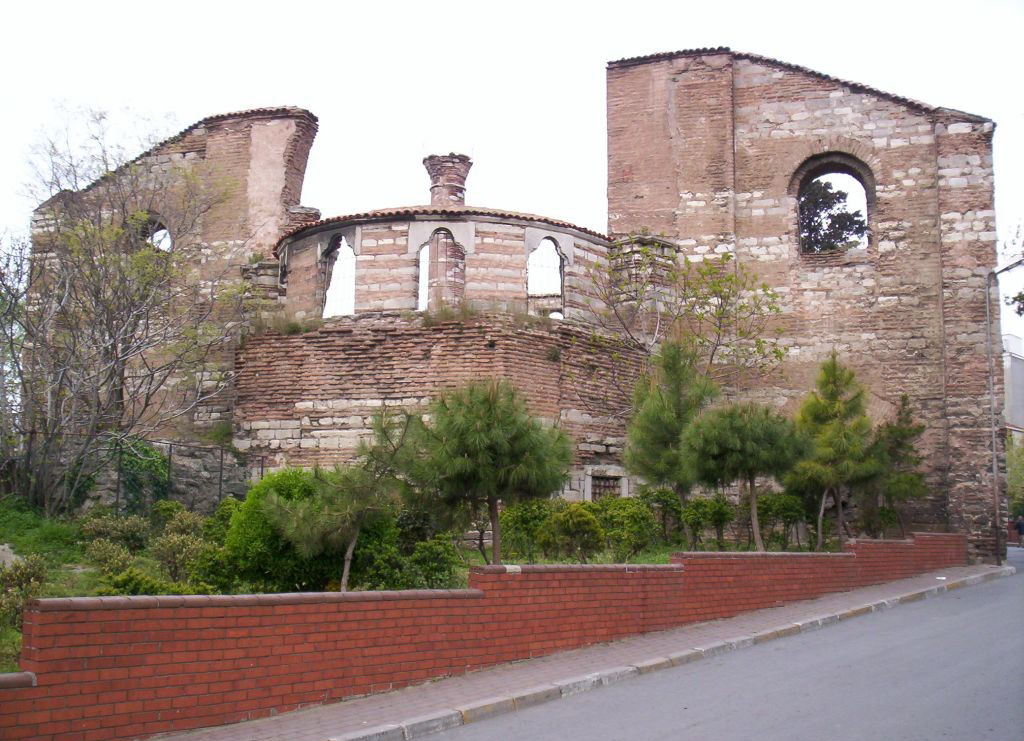
Uma das fachadas das ruínas atualmente

A única parte do mosteiro que chegou ao século XX foi a Catedral de São João Batista, provavelmente a mais antiga igreja de Istambul, uma basílica do século V que foi convertida pelo cavalariço de Bajazeto II na Mesquita do Mestre dos Estábulos (em turco: İmrahor Camii). A antiga estrutura sofreu graves danos nos grandes incêndios de 1782 e 1920, e também no terremoto de 1894.
Logo após o terremoto, um grupo de acadêmicos bizantinistas russos, liderados por Fyodor Uspensky, inauguraram o Instituto Arqueológico Russo nas instalações do mosteiro, mas ele foi suprimido durante a Revolução Russa. Nas décadas seguintes, as ruínas do mosteiro foram pilhadas pelos habitantes das redondezas em busca de material de construção para reparar suas residências.